# Katahane
Katahane (яп. カタハネ) — визуальная новелла с элементами юри, разработанная компанией Tarte для платформы Microsoft Windows и выпущенная в 2007 году.

## Сюжет
Молодая девушка Вакаба Фаурэ пишет пьесу и мечтает поставить её на сцене. За основу она берёт историческую пьесу «Ангельское провидение», в которой фигурируют Кристина Дорн, её кукла Эфа и слуга Айн Ронбэрг, который предал и убил её. Мало того, что пьеса считается проклятой — последний раз, когда её пытались поставить, актриса, играющая Кристину, заболела, — так Вакаба ещё и вносит кардинальные изменения в сюжет. В её сценарии Айн остаётся преданным Кристине, а с Эфой у неё завязываются очень глубокие отношения. Когда её друг студент-историк Сэро Сахадэ отправляется в другой город, чтобы привести в порядок свою куклу Коко, Вакаба решает поехать вместе с ним. Также вместе с ними отправляется в путешествие Лайт Фаурэ — младший брат Вакабы. По прибытии в город, к друзьям присоединяются кукла Бэлл и Анджелина Рокко — молодая пекарка, мечтающая стать актрисой.

## Персонажи

### Сироханэ
- Анджелина Рокко (яп. アンジェリナ・ロッカ) — молодая пекарка, мечтающая стать актрисой. Анджелина с детства осталась без родителей, и её приютила Никола Рокко. Встретившись с Вакабой, присоединилась к ней, чтобы осуществить свою мечту и сыграть роль Кристины Дорн, на которую она сильно похожа. Влюблена в Белл.

Сэйю: Агуми Ото
- Бэлл (яп. ベル) — кукла-человек, созданная Рэином Хэлмером. Белл очень скромная и тихая девушка. Мечтает играть в театре и исполнить роль Эфы в пьесе «Ангельское провидение». Тайно влюблена в Анджелину.

Сэйю: Гогю Нацуна
- Коко (яп. ココ) — живая кукла созданная Айном Ронбэргом. Бывшая служанка Кристины и Эфы, а также их подруга. Во время восстания была спасена Айном и отправлена в семью Сахадэ. Спустя много лет стала куклой Сэро. Коко выглядит как девочка маленького роста с короткими светлыми волосами с заводным ключом прикреплённый к её спине. После смерти состарившегося Айна навестила его могилу.

Сэйю: Мия Нарусэ
- Вакаба Форэ (яп. ワカバ・フォーレ) — главная героиня истории. Вакаба — начинающий драматург. Она пишет пьесы и мечтает поставить их на сцене. У неё есть младший брат Лайт. Влюблена в Сэро.

Сэйю: Фури Самото
- Сэро Сахадэ (яп. セロ・サーデ) — друг детства Вакабы. Начинающий историк. Он изучал историю «Ангельское провидение» и дал Вакабе идею написать об этой истории пьесу. Влюблён в Вакабу.

Сэйю: Кавасуми Рино
- Лайт Форэ (яп. ライト・フォーレ) — младший брат Вакабы. Энергичный мальчик лет 12. Всегда готов помочь своим друзьям.

Сэйю: Фури Самото
- Сильвия Перес (яп. シルビア•ペレス) — бывшая преступница и инженер. Встретившись с Вакабой присоединилась к ним чтобы сыграть в её пьесе. Дружит с Коко. Влюблена в Тонино.

Сэйю: Итогусита Мали
- Тонино Страба (яп. トニーノ ストラブーバ) — театральный актёр. Встретившись с Вакабой присоединился к ним чтобы сыграть в её пьесе. Хорошо ладит с Лайтом. Влюблён в Сильвию.

Сэйю: Казэкири Сюн
- Никола Рокко (яп. ニコラ・ロッカ) — приёмная мать Анджелины.

Сэйю: Рита
- Фабио Грэй (яп. ファビオ•グレイ) — театральный актёр и муж Марион.

Сэйю: Като Кадзуки
- Марион Кюри (яп. マリオンキュリー) — подруга Анджелины и её бывшая девушка. Жена Фабио.

Сэйю: Маки Изуми
- Флора (яп. フローラ) — маленькая живая кукла созданная Белл.

Сэйю: Рита
- Лулу (яп. ルル) — приёмный сын Никола и друг Анджелины.

Сэйю: Кавасуми Рино
- Паула (яп. ポーラ) — приёмная дочь Никола.

Сэйю: Рита

### Куроханэ
- Кристина Дорн (яп. クリスティナ・ドルン) — принцесса Красного королевства. Очень мудрая и добрая девушка. Она часто болела, и её возлюбленная Эфа всегда оказывала ей поддержку. Во время восстания умерла от болезни.

Сэйю: Агуми Ото
- Эфа (яп. エファ) — кукла-человек, созданная Айном Ронбергом. Возлюбленная Кристины и подруга Коко. После смерти Кристины покончила жизнь самоубийством, не смирившись с кончиной своей возлюбленной.

Сэйю: Гогё Нацуна
- Айн Ронберг (яп. アイン・ロンベルグ) (1891—1976) — бывший дворянин и слуга Кристины Дорн. Он создал Эфу и Коко чтобы его хозяйка была счастливой. Во время восстания он убил Валерия который хотел занять место Кристины. Кристина перед смертью попросила его позаботиться о Коко и Эфи. Но Эфа отказалась бежать и осталась вместе с Кристиной. Забрав Коко, он отправил её в безопасное место, а сам начал странствовать по миру. Спустя много лет он стал носить имя Рэин Хэльмер и он создал Белл, точную копию Эфы. В конце истории он заболел и снова встретив Коко сказал ей что Анджелина и Белл ему напомнили о жизни Кристине и Эфы и что они их реинкарнации. Умер от болезни.

Сэйю: Фудзиба Кухацу
- Дуа Карлстэд (яп. デュア・カールステッド) — телохранитель Кристины и её слуга. Она была влюблена в Айна. Умерла от руки Валерия во время восстания.

Сэйю: Мисаки Рина
- Ханс Брандт (яп. ハンス•ブラント) — друг Валерия и его сообщник. Был убит Валерием во время восстания, так как тот пытался защитить Кристину.

Сэйю: Като Казуки
- Юсси Осборн (яп. ユッシ•オズボーン) — бывший министр Белого королевства. Был убит Валерием.

Сэйю: Казэкири Сюн
- Валерий Джакар (яп. ヴァレリー・ジャカール) — лидер сопротивления. Ненавидит королевскую семью. Во время восстания был убит Айном.

Сэйю: Като Казуки

## Геймплей
В игре всего три маршрута с тремя концовками и четырьмя разными историями. Игра делится на две истории — Сироханэ и Куроханэ. Сироханэ рассказывает о событиях настоящего и жизни Анджелины, Белл, Коко и Вакабы, а Куроханэ рассказывает о событиях прошлого и жизни Кристины и Эфы. После прохождения игры открываются бонусные материалы, такие как арты, музыка и эротические сцены.